# Refredat
El refredat, o constipat, és una afecció catarral de les vies respiratòries altes, de natura vírica, bacteriana o al·lèrgica, afavorida per efecte del fred o de la humitat. Afecta una o més mucoses i es caracteritza especialment per la fluxió o destil·lació que ataca el nas, la boca o el pit. Produeix una hipertèrmia moderada, esgarrifances i un malestar general. En la major part dels casos l'agent patogen és un virus (rinovirus, mixovirus, adenovirus, virus sincitial respiratori, picornavirus). També rep els noms de refredat comú i rinitis aguda.
Habitualment és una malaltia infecciosa viral lleu del sistema respiratori superior (nas i gola). Els seus símptomes, amb més detall, són eixavuiros, secreció nasal, goteig o congestió nasal –sovint tots alhora o un a cada fosa nasal–, picor, mal de coll, tos, mal de cap i una sensació de malestar general. És una de les malalties més comunes per a la qual actualment no hi ha cura coneguda, però els símptomes generalment remeten espontàniament en 7-10 dies, encara que alguns es poden mantenir fins a tres setmanes.
El refredat comú pertany a les infeccions del tracte respiratori superior. És diferent de la grip, una infecció viral més greu del tracte respiratori, amb la qual de vegades es confon, però que mostra símptomes addicionals: de vegades febre en augment, tremolors i dolor/s musculars, mocs... per bé que moltes persones confonen ambdues malalties.

## Patologia
El refredat comú és la majoria de les vegades causat per la infecció amb un dels 99 serotips coneguts de rinovirus, un tipus de picornavirus.
Al voltant de 30-50% dels refredats són causats per rinovirus. Altres virus que causen refredats són els coronavirus, que causen entre un 10 i un 15% dels casos, els virus de la parainfluenza, virus sincicial respiratori, adenovirus o enterovirus. Entre el 5% i el 15% són causats per virus de la grip. En total, més de 200 diferents tipus serològics de virus causen els refredats. Els coronavirus estan especialment implicats en els refredats d'adults. Dels més de trenta coronavirus, 3 o 4 poden causar infeccions en els éssers humans, però són difícils de cultivar en el laboratori i la seva importància és, per tant, menys compresa.
Per tant, s'han descrit diversos centenars de virus causants del refredat comú. La varietat d'agents causants fa molt ineficaç qualsevol mena de vaccí. Es transmeten de persona en persona en diminutes gotes resultat de la tos i dels eixavuiros. Aquest gotim microscòpic és inhalat directament o es transmet mitjançant encaixades de mà o objectes com els poms de les portes, introduint-se posteriorment als conductes nasals quan la mà toca el nas, la boca o els ulls.
El virus entra a les cèl·lules de les parets del nas i del coll, i es multiplica ràpidament en aquest indret. Els símptomes comencen un o dos dies després de la infecció com a resultat dels mecanismes de defensa del cos: eixavuiros, goteig del nas i tos per expulsar l'invasor, i inflamació per atraure i activar les cèl·lules immunitàries. El virus s'aprofita dels eixavuiros i de la tos per infectar a la següent persona abans de ser eliminat pel sistema immunitari del cos. Un malalt és més infecciós dins dels tres primers dies de la malaltia.
Després d'un refredat comú, el malalt desenvolupa immunitat al virus particular que l'ha afectat. Però, a causa de la gran varietat de virus del refredat que hi ha, aquesta immunitat és limitada i una persona pot infectar-se fàcilment per un altre virus del refredat i començar novament el procés.

### Símptomes
Símptomes habituals són mal de gola, nas que raja, congestió nasal, tos i esternuts; acompanyats a vegades per conjuntivitis, dolors musculars, cansament, malestar, mal de caps, feblesa muscular, tremolors incontrolables, pèrdua de la gana, i rarament, un esgotament extrem. La febre és més habitualment un símptoma de grip, una altra infecció del tracte respiratori superior (ITRS) els símptomes de les quals s'encavalquen àmpliament amb els del refredat,
però són més greus. Els símptomes poden ser més greus en els nounats i infants joves.
Els afectats per un refredat sovint tenen una sensació de calfred si bé generalment el fred no va acompanyat de febre, i encara que els calfreds s'associen habitualment amb la febre, aquesta no sempre és la causa d'aquesta sensació. A un estudi, el 60% de les persones que patien de mal de coll i infecció de les vies respiratòries van relatar patir de mals de cap, sovint a causa de la congestió nasal.

### Història natural
La replicació vírica s'inicia de 8 i 12 hores després del contagi inicial. Els símptomes comencen generalment de 2 a 5 dies després de la infecció inicial, però de vegades apareixen en tan sols 10 hores.
El pic o punt àlgid dels símptomes es produeix 2 o 3 dies després de l'inici de la simptomatologia, mentre que en el cas de la grip els símptomes són constants i immediats.
Els símptomes generalment remeten espontàniament en 7 o 10 dies, però en alguns casos poden durar fins a tres setmanes. El primer senyal de la presència d'un virus de les vies respiratòries superiors és sovint un mal de coll o picor a la gola. Altres símptomes comuns són el degoteig del nas, la congestió nasal i l'esternut.

### Complicacions
Els refredats són més comuns a l'hivern, ja que durant aquesta època, la gent passa més temps dins d'espais tancats amb altres persones, la ventilació és menor, augmenta el risc d'infecció i es multiplica l'efecte de brot epidèmic. Aquest risc augmenta també perquè els cilis que transporten el moc a través del tracte respiratori es mouen més lentament amb el fred, donant-li la possibilitat al virus de traspassar aquesta barrera mucosa i escolar-se a les cèl·lules corporals. Alguns factors influeixen en la gravetat dels símptomes, per exemple l'estrès psicològic i la fase del cicle menstrual. A més, una salut dèbil en general, o d'altres condicions preexistents com les al·lèrgies poden potenciar-se amb una infecció.
Els bacteris que normalment són presents en les vies respiratoris es poden aprofitar de la debilitat del sistema immunitari durant un refredat comú i produir una coinfecció. La infecció de l'orella mitjana als nens i la sinusitis bacteriana són coinfeccions comunes. Una possible explicació d'aquestes coinfeccions és que "inspirar" el nas amb força ("tirar muntanya amunt") transporta els fluids nasals a aquestes zones.
El refredat comú pot conduir als símptomes de la bronquitis aguda, bronquiolitis, laringotraqueobronquitis (Síndrome de Croup), pneumònia, sinusitis, otitis mitjana, o faringitis per estreptococs. Les persones amb malalties pulmonars cròniques, com per exemple asma o MPOC són especialment vulnerables. Els refredats poden causar exacerbacions agudes de l'asma, l'emfisema pulmonar o la bronquitis crònica.

## Causes

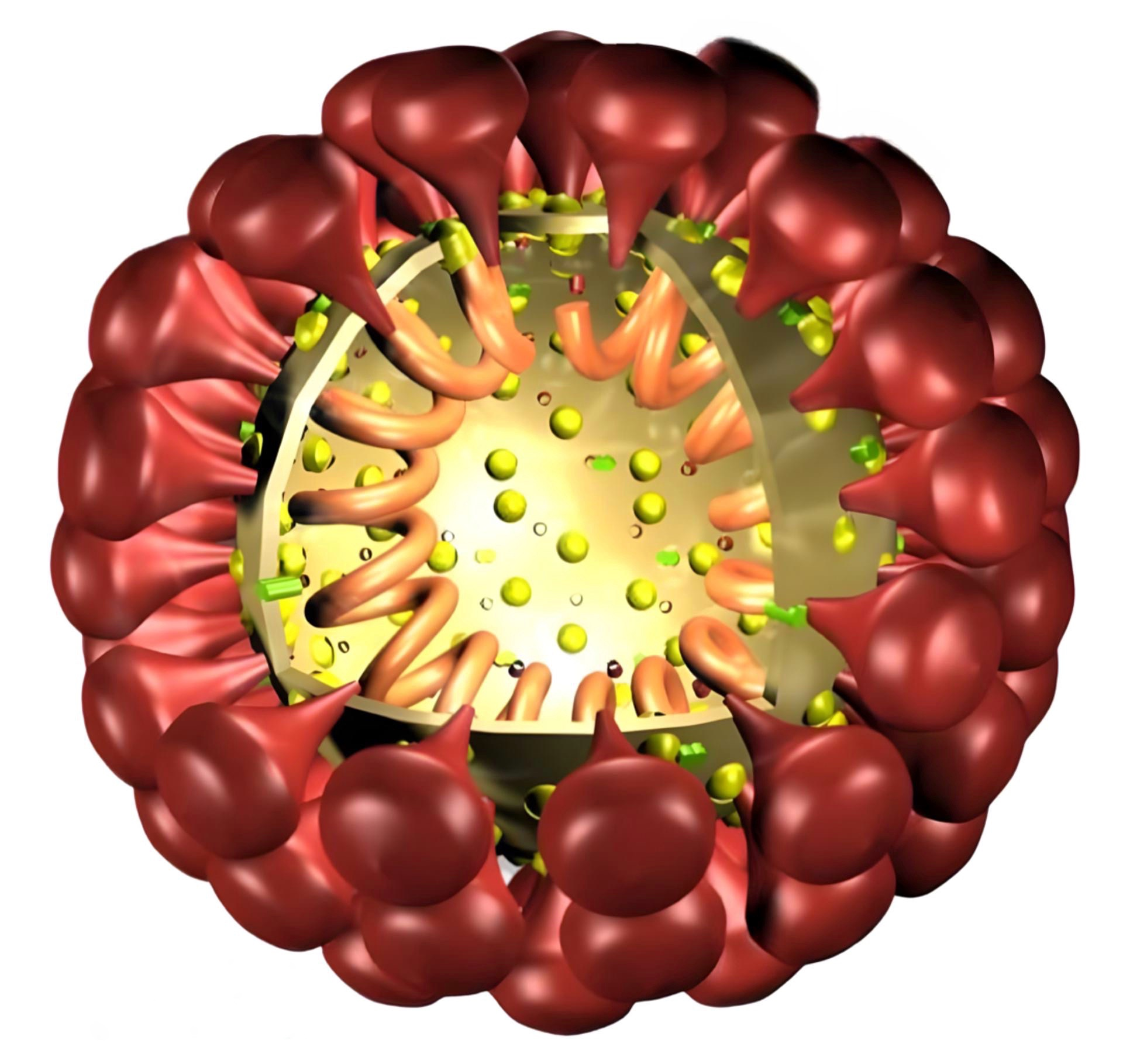
Model en tres dimensions d'un coronavirus

El refredat comú és degut a una infecció viral del tracte respiratori superior. Els virus més freqüentment implicats són els rinovirus (30-50%), un tipus de picornavirus amb 99 serotipus coneguts. D'altres causants són: els coronavirus (10-15%), els virus de la grip (5-15%), els paramixovirus dels humans, els adenovirus, els enterovirus i els metapneumovirus.
En total hi ha més de 200 tipus de virus serològicament diferents que causen els refredats. Els coronavirus es troben particularment implicats en els refredats dels adults. D'entre els més de 30 coronavirus coneguts, 3 o 4 causen infeccions en els éssers humans, però són difícils de cultivar en el laboratori i encara en tenim molt poc coneixement. A causa de la gran quantitat de diferents tipus de virus i de la seva tendència a la mutació contínua, és impossible obtenir una immunitat total per al refredat comú.

### Factors de risc
- Passar temps en un lloc tancat amb una persona infectada o per contacte amb una persona infectada. Els refredats comuns són transmesos principalment a través de la inhalació de petites partícules que emet la persona infectada quan tus, esternuda o exhala l'aire de la respiració.

- El paper del fred com a causa el refredat comú és objecte de controvèrsia.[11] El fet de passar fred és l'explicació popular per a la malaltia, i ha comptat algunes proves experimentals. Un estudi va demostrar que l'exposició al fred feia aparèixer els símptomes del refredat en un 10% de les persones exposades, i que els subjectes que van experimentar aquest efecte en general van informar de molt més refredats que aquells que no n'havien estat exposades al fred.[12] Tanmateix, un seguit d'altres estudis no mostra eixe efecte.[11]
- Tocar-se sovint els ulls, el nas o la boca amb els dits contaminats. Aquest comportament augmenta la probabilitat de la transferència dels virus des de la superfície de les mans, on són inofensius, vers el tracte respiratori superior, on poden infectar els teixits.[8][7] Alguns estudis mostren que el rentat freqüent de les mans i no tocar les membranes mucoses pot reduir la probabilitat de contraure un refredat en els adults.[13]
- Sembla que fumar fa que la durada de la malaltia s'allargui tres dies aproximadament.[14]
- Dormir menys de set hores durant la nit ha estat associat amb un risc tres vegades més gran de desenvolupar una infecció quan hom està exposat a un rinovirus, en comparació amb aquelles persones que dormen més de vuit hores per nit.[15]
- Baixos nivells de vitamina D a la sang han estat associats amb un major risc de contraure un refredat.[16] Si aquesta relació és causal o no, encara no ha estat determinat.[17]
- Els refredats són estacionals, ocorren amb major freqüència durant l'hivern i fora de les zones tropicals. Es creu que la causa d'això seria, més que per l'exposició a temperatures baixes, a causa del canvi en el comportament de les persones, com per exemple l'increment del temps que es passa en espais interiors que facilita que les persones infectades es posin en contacte amb altres persones facilitant el contagi.[7][18]
- La baixa humitat augmenta la taxa de transmissió viral. Una teoria indica que l'aire sec provoca l'evaporació de l'aigua i això facilita la dispersió de petites gotetes amb virus i que romanguin més temps en l'aire.[19]

## Prevenció
La millor prevenció és romandre allunyat de les persones que estiguin infectades, perquè la immensa majoria de les infeccions s'adquireixen per la inhalació d'aire carregat de virus que ha emès una persona infectada en tossir, esternudar o exhalar l'aire durant la respiració.
Les proves clíniques disponibles també suggereixen que l'exposició a baixes temperatures pot posar al perill el sistema immunològic (encara que aquest efecte és discutit). L'exposició al fred s'hauria d'evitar durant els períodes de baixes temperatures i especialment per les poblacions més vulnerables.
Addicionalment, els experts recomanen rentar-se meticulosament i regularment les mans, especialment en entorns sanitaris, ja que això redueix la probabilitat de transmissió a través de la via menys habitual, la del contacte directe. Els sabons antibacterians no tenen efecte sobre els virus del refredat, és la pròpia acció mecànica de rentar-se les mans la que elimina les partícules víriques. Uns alts nivells de rentada de mans pot resultar en una disminució del 20% en la transmissió del refredat comú. A les llars, les escoles i els llocs de treball, rentar-se les mans i desinfectar-les a base d'alcohol són accions que redueixen el nombre de virus a la pell de manera significativa però atès que les infeccions de les vies respiratòries superiors són adquirides principalment a través de la respiració, i no pel contacte físic, no són uns mètodes de prevenció especialment eficaços. Els desinfectants per a les mans a base d'alcohol ofereixen molt poca protecció contra les infeccions respiratòries i en especial entre els nens. Com que el refredat comú és causat per un virus en lloc d'un bacteri, els sabons antibacterians no són millors que el sabó normal per eliminar els virus de la pell o d'altres superfícies. No tocar-se el nas, els ulls o la boca amb els dits potencialment contaminats també pot reduir la transmissió del virus per via del contacte directe.
En alguns llocs, com al Japó, les persones constipades es col·loquen màscares de cirurgià com a cortesia cap a la resta. A la nostra societat hi ha persones que, en eixavuirar, es cobreixen la boca i el nas amb el seu jersei, samarreta, bufanda o mocador, per tal de retenir les micropartícules emeses.
Els esforços per desenvolupar una vacuna contra el refredat no han tingut èxit. Aquesta malaltia és produïda per una gran varietat de virus que muten ràpidament, per això la possibilitat de crear amb èxit d'una vacuna eficaç és altament improbable.

## Tractament
Actualment no hi ha tractament que combati directament als virus del refredat. No hi ha cap medicament o remei a base d'herbes que hagi demostrat de manera concloent la seva eficàcia per escurçar la durada de la malaltia.
Tan sols el sistema immunitari de l'organisme pot destruir l'invasor amb efectivitat. Un refredat pot estar compost per diversos milions de partícules víriques, i normalment en pocs dies l'organisme comença a produir en massa un anticòs més adequat que pot impedir que el virus infecti més cèl·lules, a més de glòbuls blancs que destrueixen el virus mitjançant la fagocitosis i les cèl·lules infectades per impedir més replicacions del virus.
Per tant, els tractaments disponibles se centren a alleujar els símptomes, i també en ajudar al cos a desenvolupar les seves defenses. S'acostumen a utilitzar analgèsics per a la febre, el mal de cap, els dolors musculars i el mal de coll. Estudis informats l'any 2011 mostren que les pastilles de gluconat de zinc i també les d'acetat de zinc escurcen la durada dels símptomes.
Els tractaments que ajuden a alleujar els símptomes inclouen analgèsics i antipirètics com l'ibuprofén o el paracetamol. Les proves disponibles no mostren que els antitussigens siguin més efectius que els simples analgèsics i davant la seva manca d'efectivitat i la possibilitat d'algun efecte secundari no es recomana la seva utilització en els nens.
Descansar molt, beure líquids per mantenir la hidratació, i fer gàrgares amb aigua tèbia amb sal, són mesures raonables durant un refredat. Tanmateix no hi ha proves per impulsar el consum actiu de líquids durant les infeccions agudes de les vies respiratòries com tampoc no n'hi ha per a aconsellar l'ús escalfadors humidificadors de l'aire. L'aplicació nasal de solucions salines poden ajudar a alleujar la congestió nasal.
Els antibiòtics no són eficaços contra els virus que causen el refredat i poden tenir efectes secundaris perjudicials. De moment no hi ha cap fàrmac antivíric aprovat per al refredat, encara que algunes investigacions preliminars han mostrat algun efecte benèfic.
Hi ha molts tractaments alternatius que s'utilitzen per tractar el refredat comú. No obstant això, no hi ha proves que justifiquin l'ús de tractaments de la medicina alternativa. La mel pot ser un tractament eficaç de la tos i millora les dificultats per dormir en els nens millor que cap altre tractament o el dextrometorfan. No obstant això, la mel no ha de donar-se a un nen menor d'un any pel risc de botulisme infantil.
El paper de la vitamina C en la prevenció o fins i tot la cura del refredat ha estat objecte de debat. Diversos estudis han demostrat la ineficàcia d'aquest compost en dosis comercials dels productes que l'incorporen.
Un estudi recent
que ha aplegat 11.350 participants van mostrar un benefici significatiu amb dosis de 100 mg només en el 8% dels adults i en el 13,6% dels nens. Per contra, una megadosi (1.000-10.000 mg/dia) de vitamina C presa diàriament de manera continuada, d'acord amb els següents estudis demostren l'eficàcia del compost: l'ús de dosis massives d'àcid l-ascòrbic va mostrar factors de prevenció i de protecció, si es prenen cada dia de manera regular i no davant l'aparició dels símptomes; els factors de protecció determinen, amb base a les estadístiques, una disminució significativa de la incidència dels refredats i en qualsevol cas, una reducció del temps de recuperació i rehabilitació en comparació amb el grup de control, com es demostra en una obra de Linus Pauling.